# Baroka Football Club
El Baroka FC es un equipo de fútbol de Sudáfrica que juega en la National First Division, la segunda categoría de fútbol en el país.

## Historia
Fue fundado el 30 de diciembre de 2007 en la ciudad de Polokwane en Limpopo y su primer logro importante fue el haber alcanzado las semifinales de la Copa Nedbank eliminando a equipos de la Premier Soccer League como el Kaizer Chiefs y Moroka Swallows, y en esa temporada consigue el ascenso a la Primera División de Sudáfrica.
En la temporada 2015/16 gana el título de la segunda categoría y logra el ascenso a la Premier Soccer League por primera vez en su historia.

## Entrenadores
- Kgoloko Thobejane (?-marzo de 2018)[5]
- MacDonald Makhubedu (interino- marzo de 2018-abril de 2018)[5][6]
- Doctor Khumalo (interino- abril de 2018-junio de 2018)[6]
- Wesson Nyirenda (junio de 2018-presente)[3]

## Palmarés
- Primera División de Sudáfrica: 1

2015/16
- Vodacom League: 1

2010/11